# Добруцова
Добруцова (пол. Dobrucowa) — село в Польщі, у гміні Тарновець Ясельського повіту Підкарпатського воєводства.
Населення — 349 осіб (2011).
У 1975-1998 роках село належало до Кросненського воєводства.

## Демографія
Демографічна структура станом на 31 березня 2011 року:
|          | Загалом | Допрацездатний вік | Працездатний вік | Постпрацездатний вік |
| -------- | ------- | ------------------ | ---------------- | -------------------- |
| Чоловіки | 168     | 32                 | 119              | 17                   |
| Жінки    | 181     | 33                 | 101              | 47                   |
| Разом    | 349     | 65                 | 220              | 64                   |